# Miss Costa Rica 2010
En el año 2010 se llevó a cabo edición número 55° del Miss Costa Rica, donde se elige a la representante nacional para el Miss Universo 2010. Dicho certamen se realizó el viernes 16 de abril, en Hacienda Pinilla, Liberia, Guanacaste. Donde Jessica Umaña Miss Costa Rica 2009 coronó a Marva Wright como Miss Costa Rica 2010 y dándole el derecho de representarnos en dicho certamen internacional que se realizó a cabo en Las Vegas.

## Ganadoras
| Resultado            | Candidata                        |
| -------------------- | -------------------------------- |
| Miss Costa Rica 2010 | - San José - Marva Wright        |
| 1° Finalista         | - Heredia - Jazmín Zúñiga        |
| 2° Finalista         | - Pérez Zeledón - Natasha Campos |
| 3° Finalista         | - San José - Giselle Aragón      |

## Candidatas
| Provincia     | Candidata        | Edad | Estatura (m) | Ciudad Natal  |
| ------------- | ---------------- | ---- | ------------ | ------------- |
| Alajuela      | Pamela Corella   | 23   | 1,73         | Alajuela      |
| Alajuela      | Nancy Montero    | 25   | 1,75         | Alajuela      |
| Alajuela      | Fernanda Campos  | 20   | 1,76         | Grecia        |
| Guanacaste    | Imelda Azofeifa  | 26   | 1,74         | Liberia       |
| Heredia       | Jazmín Zúñiga    | 21   | 1,71         | Heredia       |
| Osa           | Yarly Marín      | 19   | 1,72         | Osa           |
| Pérez Zeledón | Giselle Aragón   | 21   | 1,74         | Pérez Zeledón |
| San José      | Marva Wright     | 25   | 1,81         | San José      |
| San José      | Natasha Campos   | 23   | 1,75         | San José      |
| San José      | Stephanie Howard | 21   | 1,71         | San José      |